# آندری جوریانس
آندری جوریانس (به لتونیایی: Andrejs Jurjāns) یا جوریان اندراس (به لتونیایی:Jūrjanų Andrėjis)؛ (۳۰ سپتامبر ۱۸۵۶–۲۸ سپتامبر ۱۹۲۲) یک آهنگساز و موسیقی‌دان فرهنگ عامه و یکی از نمایندگان موسیقی کلاسیک اهل لتونی بود. او صاحب اولین آثار سمفونیک لتونی از جمله یک کنسرتو کلامی و یک کانتات که برای گروه کر تنظیم شده‌است و همچنین آثاری به عنوان موسیقی فرهنگ عامه است که کارش را بر پایه نقد علمی موسیقی لتونی قرار داد و به عنوان اولین آهنگساز حرفه‌ای و موسیقی‌شناس لتونی شناخته می‌شود.
او در طول حیاتش به جمع‌آوری و تجزیه و تحلیل هزاران ملودی مردمی و همچنین سازماندهی آن‌ها پرداخت که در یک مجموعه شش جلدی گلچینی از آن‌ها منتشر شده‌است.
جوریانس همچنین بسیاری از اوقات خود را صرف آموزش به دیگران کرد. او از سال ۱۸۸۲ که تحصیلاتش را در هنرستان سنت پترزبورگ به پایان رساند تا سال ۱۹۱۶ به تدریس دانش خود در زمینه تئوری موسیقی پرداخت. جوریانس از طریق آموزش، تحقیق، و آهنگسازی الهام بخش بسیاری از نوازندگان لتونی پس از خود شد.
در ۳۰ سپتامبر ۲۰۱۶ موتور جستجوی گوگل به مناسبت ۱۶۰مین سالروز تولد آندری جوریانس و به افتخار او گوگل دودل صفحه اصلی خود را در لتونی تغییر داد.